# Orlické Podhůří
Orlické Podhůří (en allemand : Podhorschill) est une commune du district d'Ústí nad Orlicí, dans la région de Pardubice, en Tchéquie. Sa population s'élevait à 686 habitants en 2024.

## Géographie
Orlické Podhůří est arrosée par la Tichá Orlice, un affluent l'Orlice, et se trouve à 5 km au nord-ouest d'Ústí nad Orlicí, à 41 km à l'est-sud-est de Pardubice et à 137 km à l'est de Prague.
La commune est limitée par Seč et Velká Skrovnice au nord, par Libchavy à l'est, par Ústí nad Orlicí au sud, par Sudislav nad Orlicí et Brandýs nad Orlicí à l'ouest, et par Podlesí au nord-ouest.

## Histoire
La première mention écrite de la localité date de 1399.

## Administration
La commune se compose de six sections :
- Dobrá Voda
- Kaliště
- Perná
- Rozsocha
- Rviště
- Říčky

## Galerie

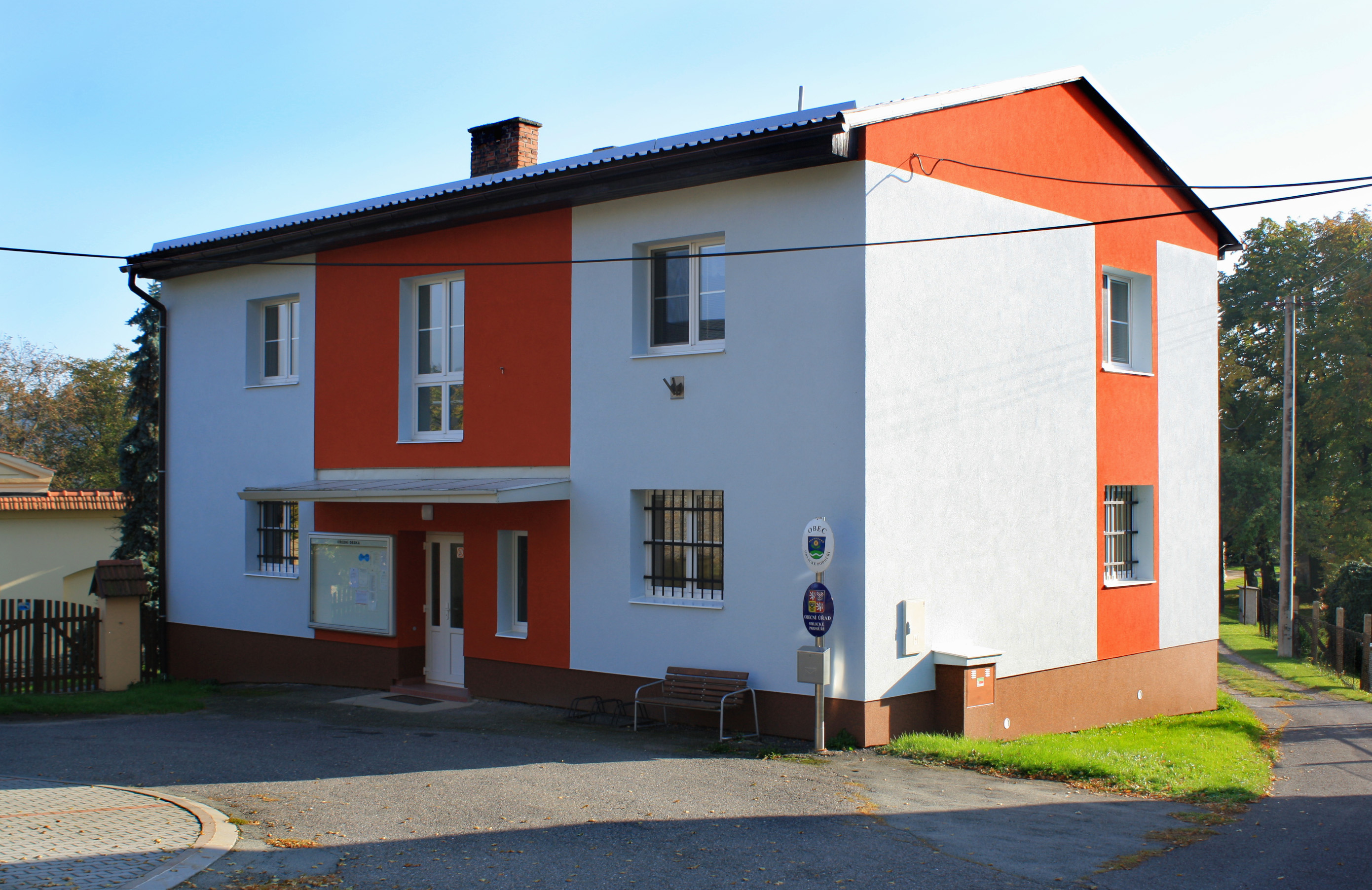
Orlické Podhůří : la mairie.
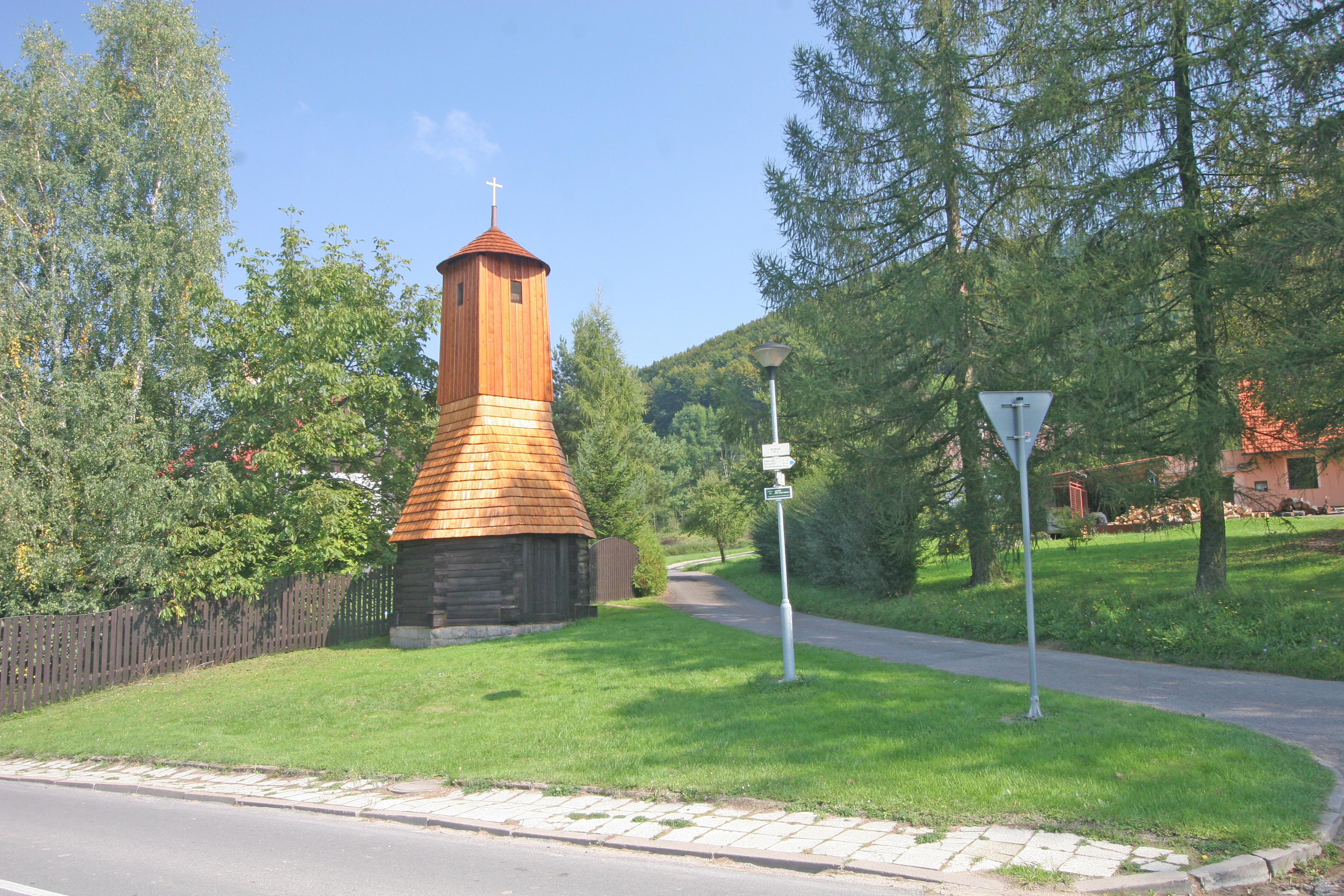
Clocher-tour en bois à Rvišti.

## Transports
Par la route, Orlické Podhůří trouve à 7,4 km d'Ústí nad Orlicí, à 53 km de Pardubice et à 162 km de Prague. 